# وراء إعادة التنشيط
وراء إعادة التنشيط بالانكليزية Beyond Re-Animator هوفيلم خيال علمي ورعب أمريكي وأسباني اصدر عام 2003م الفيلم من إخراجبريان يوزنا وبطولة جيفري كومبس، جيسون باري، سيمون اندريو.
الفيلم يتبع إلى سلسلة اعادة التنشيط.

## روابط خارجية
- وراء إعادة التنشيط على موقع IMDb (الإنجليزية)
- وراء إعادة التنشيط على موقع روتن توميتوز (الإنجليزية)
- وراء إعادة التنشيط على موقع نتفليكس (الإنجليزية)
- وراء إعادة التنشيط على موقع ألو سيني (الفرنسية)
- وراء إعادة التنشيط على موقع Turner Classic Movies (الإنجليزية)
- وراء إعادة التنشيط على موقع أول موفي (الإنجليزية)
- وراء إعادة التنشيط على موقع فيلمافينيتي (الإسبانية)
- وراء إعادة التنشيط على موقع قاعدة بيانات الأفلام السويدية (السويدية)
- وراء إعادة التنشيط على موقع قاعدة بيانات الفيلم (الإنجليزية)
- وراء إعادة التنشيط على موقع ليتربوكسد (الإنجليزية)